# Antonia Margherita Merighi
Antonia Margherita Merighi (* um 1690 in Bologna; † ca. 1764) war eine italienische Opernsängerin (Alt), die zwischen 1711 und 1740 europaweit aktiv war. Bekannt ist sie vor allem durch ihr Mitwirken in Opern von Georg Friedrich Händel.

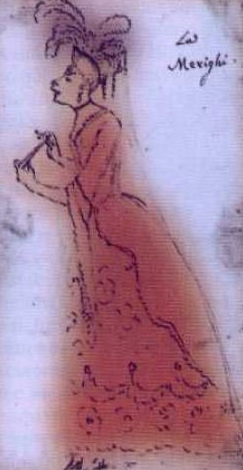
Die einzig bekannte Abbildung der Merighi ist eine Karikatur von Antonio Maria Zanetti

## Leben
Merighis Karriere begann in Italien, wo sie einige Jahre lang als virtuose Sängerin am Hof von Violante Beatrix von Bayern tätig war. Auch sang sie bereits früh an den Theaterhäusern von Venedig, Parma, Turin, Mantua, Neapel und ihrer Heimatstadt Bologna, häufig auch in Hosenrollen. In Neapel sang sie die Rolle des Iarba in der Premiere von Domenico Sarros Didone abbandonata (Teatro San Bartolomeo, 1. Februar 1724) und trat dort in mindestens 18 weiteren Opern auf.
1729 zog sie nach London, wo sie zwei Spielzeiten lang in zahlreichen Händel-Opern mitwirkte, teils in extra auf sie zugeschnittenen Rollen (beispielsweise Matilda aus Lotario, Rosmira aus Partenope und Erissena aus Poro), teils in Sopran-Rollen aus früheren Opern, die an ihre Stimme und deren Ambitus angepasst wurden. 1736 und 1738 kehrte sie erneut nach London zurück, um sowohl drei weitere Händel-Opern-Premieren als auch Opern anderer Komponisten mitzugestalten. Zudem sang sie 1738 bei Händels Benefizkonzert im King’s Theatre. Laut Winton Dean sind ihre letzten Opernauftritte wahrscheinlich nach München während der Karnevalszeit 1740 zu verorten.
Nach dem Rückzug von der Bühne lebte sie wieder in ihrer Geburtsstadt Bologna. Merighi war mit dem Tenor Carlo Carlani (1716–1776) verheiratet.

## Zeitgenössische Berichte über Merighi
Der Daily Courant vom 2. Juli 1729 führte die Namen der Sänger und Sängerinnen von 1729 season at the King's Theatre:
 Mr. Handel, der gerade aus Italien zurückgekehrt ist, hat die folgenden Sänger und Sängerinnen verpflichtet, um in seinen italienischen Opern mitzuwirken: Signor Bernacchi, den man für den besten Sänger in Italien erachtet; Signora Merighi, eine Dame von vorzüglicher Bühnenpräsenz, eine herausragende Darstellerin und eine sehr gute Sängerin, mit der Stimme eines Countertenors; Signora Strada, die einen außerordentlich feinen Knabensopran ihr Eigen nennt, eine Person mit herausragenden Verdiensten; Signor Annibale Pio Fabri, einen hervorragenden Tenor mit einer sehr guten Stimme; dessen Frau, die vorzüglich Männerrollen singt; Signora Bertoldi, ein vorzüglicher Sopran".
Mary Delany, die Händel ihr Leben lang unterstützte, war eine der wenigen, die von Händel zu den Proben für die Spielzeit des Jahres 1729 eingeladen wurde. In einem Brief schrieb sie über die Merighi
Die Merighi [...] ihre Stimme ist nicht übermäßig gut oder schlecht. Sie ist groß und von sehr graziöser Erscheinung, mit einem annehmbaren Gesicht; sie muss wohl über vierzig sein, singt leicht und angenehm.
Als die Merighi zur 1736er Spielzeit nach London zurückkehrte, vermerkte Delany:
Merighi – ihre Stimme klingt zwar nicht, aber ihre Darstellung ist eindrucksvoll, eine Schönheit ohne weitere Verdienste
Merighis Kunst der Darstellung bei gleichzeitig schwachem Gesang wird auch von Giambattista Mancini in seinen Pensieri e riflessioni pratiche sopra il canto figurato (Wien 1774) gewürdigt:
Nicola Grimaldi, auch Niccolino genannt, nannte eine große Kunst der Darstellung und des Sprechgesangs sein Eigen, die geradezu perfekt war, sodass er trotz bescheidener anderer Talente und einer nicht gerade schönen Stimme zu einem herausragenden Sänger wurde. Dasselbe gilt für Madame Merighi.

## Händel-Rollen
Merighi sang am King’s Theatre in London folgende Rollen in Händels Opern:
- Matilde aus Lotario (1729)
- Rosmira aus Partenope (1730)
- Elisa aus Tolomeo (1730, 1733)
- Armira aus Scipione (1730)
- Erissena aus Poro (1731, 1736)
- Armida aus Rinaldo (1731)
- Unulfo aus Rodelinda (1731)
- Gernando aus Faramondo (1738)
- Giulia aus Alessandro Severo (1738)
- Amastre aus Serse (1738)